# Il pane, il vino e la visione
Il pane, il vino e la visione (рус. «Хлеб, вино и зрелище») — третий студийный альбом Серджио Каммариере, вышедший в ноябре 2006 года на лейбле EMI .

## Об альбоме
Il pane, il vino e la visione спродюсировал сам Серджио. Тексты альбома вновь написаны совместно с Roberto Kunstler, но в создании «Le cose diverse» (рус. «Разные вещи») принимал участие Pasquale Panella. Помимо фортепиано, на Il pane, il vino e la visione Серджио использует Hammond B4V и Fender Rhodes. Запись проходила на студии Millesuoni Studio ноябрь-октябрь 2006 года. Запись оркестра: House Recording Studio, август 2006 года. Сведение: Start Studio, октябрь 2006 года.
Сам музыкант говорит так об этом произведении: «Смысл Il pane, il vino e la visione в прославлении простых вещей, в жажде мечты, которая является движущей силой надежды и веры. В поиске вселенского смысла Любви, той внутренней силы, что движет миром. Музыка, как Любовь — язык универсальный. Это долгое, медитативное путешествие, в котором инструменты становятся голосами, эхом далеких мест в постоянном изменении. Любовь, как Музыка, не имеет никаких преград, Музыка находится повсюду, проникает повсюду, и, прежде всего, Музыка — это моя жизнь».

## Список композиций
1. Non Mi Lasciare Qui (4:29)
2. Malgrado Poi (4:16)
3. Canzone Di Priamo (5:36)
4. Tra I Miei Segreti (4:13)
5. Tu Sei (4:03)
6. Il Pane, Il Vino E La Visione (5:01)
7. E Mi Troverai (5:17)
8. Gli Angeli Siamo Noi (3:41)
9. Settembre (2:46)
10. Non Fermare Ora (4:11)
11. Le Cose Diverse (4:08)
12. Riflessi (0:43)
13. Padre Della Notte (4:44)

## Над альбомом работали
- Sergio Cammariere (вокал, фортепиано, Hammond B4V)
- Fabrizio Bosso — (труба)
- Andrea Sabatino — (труба)
- Mario Convini — (тромбон)
- Masimo Pirone — (тромбон)
- Stefano Di Battista — (саксофон)
- Luca Bulgarelli — (контрабас)
- Roberto Gatto — (барабаны)
- Amadeo Ariano — (барабаны)
- Arthur Maya — (бас-гитара)
- Bebo Ferra — (гитарa)
- Simone Haggiag — (перкуссия)
- Berg Campos — (перкуссия)
- Jorginho Gomes — (перкуссия, ударные)
- Olen Cesari — (скрипка)
- Nicola Stilo — (флейта)
- Orchestra d'Archi D.I.M.I под управлением Paolo Silvestri

### Фото, Дизайн
Laura Camia — (photo), (design)
Nicola Villa — (photo/texture, graphic design)